# Tabakbeschluss
| Fallbezeichnung: | Verfassungsbeschwerde gegen Entscheidung des Bundesgerichtshofes |
| Fundstelle:      | BVerfGE 12, 1                                                    |

| Erster Senat |

Unter dem Namen Tabakbeschluss ist in der Rechtswissenschaft eine Entscheidung des Bundesverfassungsgerichts zum Schutzbereich der Religionsfreiheit, Art. 4 GG, bekannt. Dabei führt das Gericht einen „abendländischen Kulturvorbehalt“ ein, auf den es in späteren Entscheidungen aber nicht mehr rekurriert.

## Sachverhalt
Der Beschwerdeführer, ein Kunstgeschichtler und Graphiker, war Anhänger des Bundes für Gotterkenntnis (Mathilde Ludendorff) e. V. In der NS-Zeit war er Mitglied der SS wegen deren „antichristlichen Charakters“; nach dem Krieg kam er unter falschem Namen bei der Vereinigung der Verfolgten des Naziregimes (VVN) unter. Wegen Spionage für DDR-Nachrichtendienste wurde der Beschwerdeführer vom Bundesgerichtshof wegen versuchten Landesverrates zu vier Jahren Zuchthaus verurteilt.
Dort warb er unter seinen Mitgefangenen für den Kirchenaustritt. Einzelnen von ihnen versprach er dafür Tabak, wovon der Tabakbeschluss seinen Namen herleitet. Als der Beschwerdeführer um bedingte Entlassung ersuchte, lehnte der Bundesgerichtshof mit Beschluss vom 28. Dezember 1955 ab. Als Begründung verwies das Gericht auf die Vorkommnisse in der Strafhaft; darin trete „ein solcher Grad von gemeiner Gesinnung und moralischer Niedertracht zu Tage, daß nicht erwartet werden kann, er werde in Zukunft ein gesetzmäßiges und geordnetes Leben führen“ (6. Strafsenats des Bundesgerichtshofs – StE 22/52 (AK 115/55)).  Der Beschwerdeführer rügte daraufhin die Verletzung seiner Religionsfreiheit.

## Entscheidung
Das Bundesverfassungsgericht wies die Verfassungsbeschwerde als unbegründet zurück. Zwar umfasse die in Art. 4 GG gewährleistete Religionsfreiheit die Glaubensabwerbung auch dann, wenn sie nicht mit einer Werbung für einen anderen Glauben einhergehe. Offen ließ das Gericht dabei das Verhältnis zum Grundrecht der Meinungsfreiheit.
In dem vorliegenden Fall sah das Gericht aber den Schutzbereich der Religionsfreiheit dennoch nicht als eröffnet an. Dazu führte es aus, dass das Grundgesetz nicht irgendeine wie auch immer geartete freie Betätigung des Glaubens habe schützen wollen, sondern nur diejenige, die sich bei den heutigen Kulturvölkern auf dem Boden gewisser übereinstimmender sittlicher Grundanschauungen im Laufe der geschichtlichen Entwicklung herausgebildet hat (so genannte „Kulturadäquanzformel“).
Wenn auch eine Abgrenzung schwierig sei, weil der weltanschaulich neutrale Staat den Inhalt der Religionsfreiheit nicht näher bestimmen dürfe, so liege doch im Fall des Beschwerdeführers ein Missbrauch vor, den der Staat zu verhindern habe. Aus dem Aufbau der grundrechtlichen Wertordnung, insbesondere der Würde der Person, ergebe sich nämlich, dass Missbrauch namentlich dann vorliege, wenn die Würde einer anderen Person  verletzt werde. Dies liege wegen der unlauteren Methoden bzw. sittlich verwerflichen Mittel durch Ausnutzung der besonderen Verhältnisse des Strafvollzuges vor; der Beschwerdeführer genieße daher nicht den Schutz des Artikels 4 GG. Folglich sei der Beschwerdeführer nicht in Grundrechten verletzt.

## Beurteilung
Der Tabakbeschluss ist eine frühe Entscheidung zu der auch heute noch kontrovers beurteilten Frage, welches Verhalten das Grundrecht der Religionsfreiheit schützt (so genannter sachlicher Schutzbereich). Dabei zeichnet sich bereits ein weites Verständnis der Religionsfreiheit ab, indem auch die Abwerbung ohne Werbung für einen anderen Glauben geschützt sein soll. Diese Tendenz setzte sich insbesondere  in der späteren Entscheidung zur Aktion Rumpelkammer („Lumpensammlerfall“) fort.
Eingeschränkt wird der Schutzbereich aber durch die „Kulturadäquanzformel“, die im Schrifttum auf starke Kritik gestoßen ist. Teils wird sie als Verstoß gegen die weltanschauliche Neutralität des Staates betrachtet, teils wegen ihrer Unbestimmtheit („gewisse übereinstimmende sittliche Grundanschauungen“) abgelehnt. Auch die Beschränkung auf die „heutigen Kulturvölker“ wird kritisiert. Das Bundesverfassungsgericht selbst hat sich zwar nicht ausdrücklich von der Formel distanziert, hat sie aber seit dem Tabakbeschluss auch nicht mehr verwendet. Daraus wird allgemein der Schluss gezogen, dass das Gericht von ihr Abstand genommen hat.